# Izaut-de-l'Hôtel
Izaut-de-l'Hôtel este o comună în departamentul Haute-Garonne din sudul Franței. În 2009 avea o populație de 296 de locuitori.

## Evoluția populației
| An        | 1975 | 1982 | 1990 | 1999 | 2006 | 2009 |
| --------- | ---- | ---- | ---- | ---- | ---- | ---- |
| Populație | 309  | 332  | 320  | 306  | 334  | 296  |